# Greta Garbo
Greta Garbo (vlastním jménem Greta Lovisa Gustafsson, 18. září 1905 Stockholm – 15. dubna 1990 New York) byla švédská filmová herečka, jež se stala jednou z hollywoodských legend éry němého filmu a počátků zvukového filmu. Filmové kariéře se věnovala v období 1920–1941, pak se stáhla do ústraní a už nikdy nenatočila žádný film.

## Život a kariéra

### Mládí a začátek kariéry
Greta Garbo, vlastním jménem Greta Lovisa Gustafsson, se narodila v stockholmské dělnické čtvrti Södermalm. Pocházela z chudé rodiny (její otec byl dělník) a k herectví se musela těžce propracovávat. Ve třinácti letech opustila dívčí školu, ve čtrnácti jí zemřel otec (Greta o něj intenzivně pečovala) a po jeho smrti se už do školy nevrátila. S matkou, bratrem Svenem a sestrou Alvou žili v nuzných poměrech. Greta nejprve pracovala u kadeřníka jako pomocnice pro mytí vlasů, pak nastoupila jako prodavačka klobouků ve stockholmském obchodním domě PUB. Zde ji také roku 1921 nafotografovali do reklamního katalogu klobouků, který vyšel nákladem 50 tisíc výtisků.
Při návštěvě obchodu si jí téhož roku povšiml švédský režisér Erik A. Petschler a nabídl jí první malou roli ve švédské komedii Luffar-Petter. Sama Greta se sestrou Alvou Marií zkoušely štěstí u komparsu již od roku 1921. Tyto praktické zkušenosti Gretě pomohly při přijímacích zkouškách ke studiu herectví na škole Královského dramatického divadla, kam nastoupila na podzim 1922. Zde se seznámila s tehdy slavným režisérem Mauritzem Stillerem – její zvláštní osobnostní typ a vysoká fotogeničnost na něj zapůsobily a začal ji připravovat na kariéru filmové hvězdy. Stal se jejím přítelem a mentorem, uváděl ji do společnosti umělců a intelektuálů. Navrhl, aby si změnila jméno a tak se zrodila Greta Garbo. Na jeho popud v roce 1923 dostala nevelkou, ale výraznou roli ve snímku Gösta Berling, který ale nebyl příliš divácky úspěšný. Garbo se Stillerem odjeli ze Švédska, aby natočili německý film Ulička, kde není radosti, kde také vystupovala společně se svou pozdější hollywoodskou kolegyní Marlene Dietrichovou.

### Působení v Hollywoodu

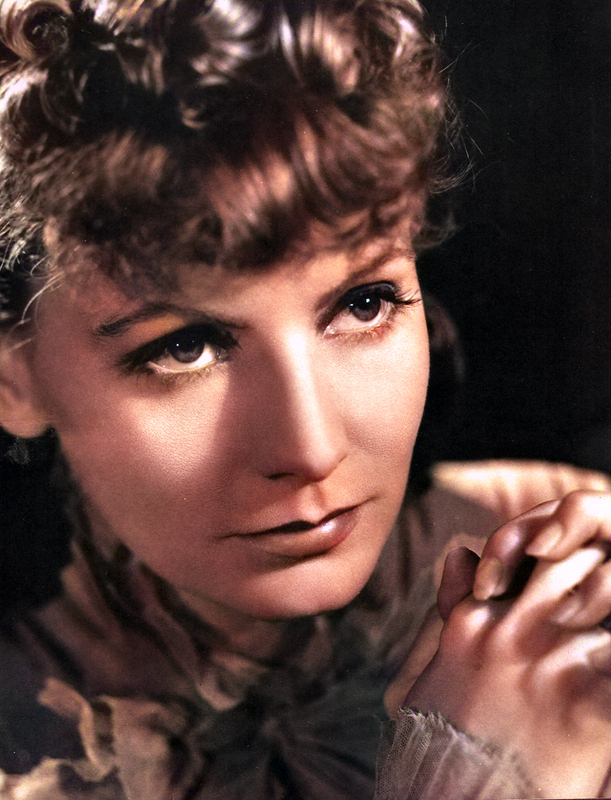
Greta Garbo jako Anna Kareninová (1935)

Ačkoliv neuměla vůbec anglicky, na pozvání Louise B. Mayera pro Stillera s ním v roce 1925 odcestovala do USA, kde v Hollywoodu začala pracovat pro společnost Metro-Goldwyn-Mayer. Přes počáteční nedůvěru vedení studia zaznamenala Garbo divácký úspěch již ve svých prvních filmech. Její první americkou produkcí se stalo melodrama Moderní Carmen (Torrent, 1926), jež se stalo velmi populárním a pro Garbo znamenalo obrovský kariérní úspěch. V roce 1926 natočila další dva filmy Žena upír (The Temptress) a Tělo a ďábel (Flesh and the Devil), v němž poprvé byl jejím partnerem John Gilbert.
Naopak Stiller se nedokázal přizpůsobit hollywoodskému stylu práce a v roce 1927 se vrátil do Švédska, kde krátce na to zemřel. 
Garbo natočila zhruba deset němých filmů, posledním byl Polibek (The Kiss) z roku 1929. Přes svůj počáteční jazykový handicap velmi dobře zvládla i nástup zvukového filmu – jejím prvním zvukovým snímkem byl film Anna Christie (1931), v němž hrála cizinku a za nějž byla poprvé nominována na Oscara. Její zastřený alt s lehkým evropským akcentem výborně dokresloval její nevšední posmutnělý výraz a brzy se stala jednou z nejžádanějších hollywoodských hereček.

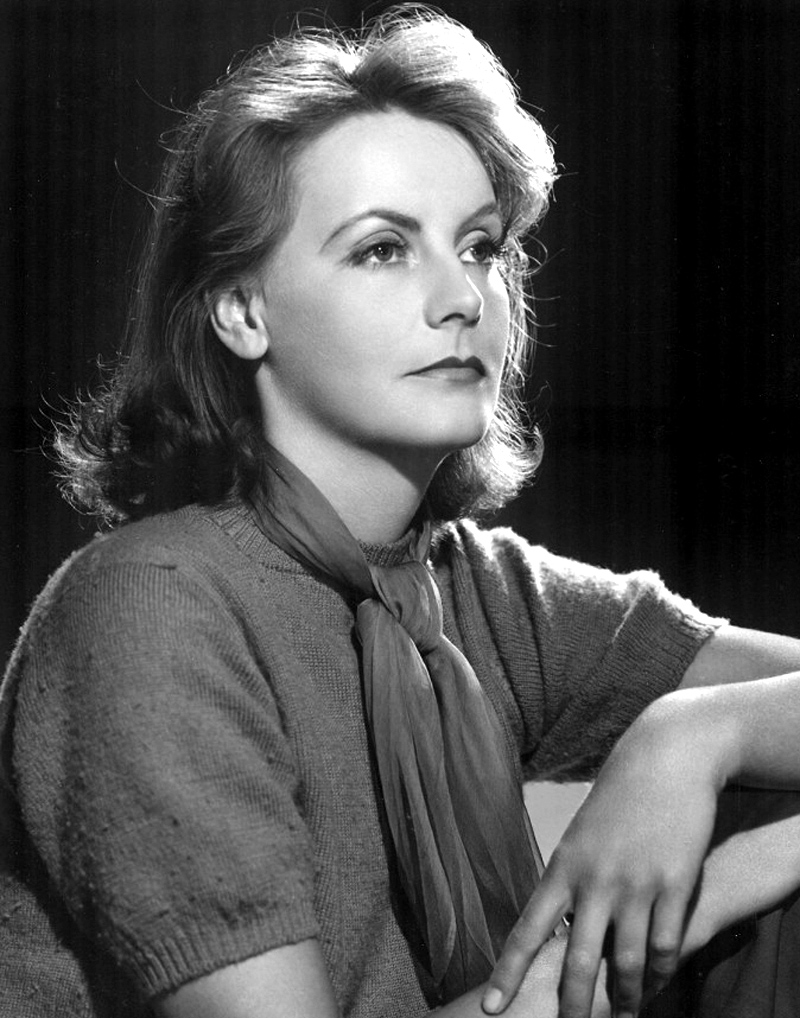
Greta Garbo (1939)

Coby filmová hvězda a hollywoodská femme fatale zářila především ve 30. letech 20. století; na diváky působila svým zdánlivě lhostejným až smutným hereckým projevem, který kombinovala s vysokým osobním charismatem a tajemně dráždivou erotikou. Natočila celkem 28 filmů, z nichž nejvýznamnější jsou Anna Kareninová (1927), Mata Hari (1931), Královna Kristýna (1933), Dáma s kaméliemi (1936) a Ninočka (1939). Celkem třikrát byla nominována na Oscara. Jako herečka byla velmi disciplinovaná a většinu scén natáčela „na první dobrou“ – kromě toho se nikdy neúčastnila filmových premiér (své filmy zhlížela později a anonymně) a odmítala užívání jejího jména v reklamě nebo na výrobcích. Stejně tak nesnášela popularitu a zájem novinářů, neodpovídala na listy svých příznivců a neposkytovala žádná interview.
Po diváckém neúspěchu filmu Žena dvou tváří (1941) se Garbo rozhodla vzít si tvořivou dovolenou až do konce druhé světové války – nakonec se však na plátno už nikdy nevrátila. Do konce života neposkytla žádný rozhovor, žila v přísném ústraní a věnovala se zahradničení, procházkám po New Yorku a cestování. V roce 1954 obdržela čestnou cenu Americké filmové akademie Oscar za celoživotní tvorbu. Ceremoniálu se nezúčastnila a soška byla zaslána na její adresu.

### Osobní život
Greta Garbo se nikdy nevdala a neměla děti; i díky blízkému přátelství s básnířkou Mercedes de Acosta se někdy spekulovalo o její lesbické orientaci, což ovšem nebylo nikdy potvrzeno. Jejím blízkým přítelem byl další hollywoodský herec John Gilbert. Po premiéře filmu Hraběnka v roce 1937 se seznámila s dirigentem Leopoldem Stokowským a zůstali přáteli až do její smrti.
Své příjmy uměla dobře investovat. Od 40. let 20. století se stala sběratelkou umění a ve své sbírce měla i obrazy Renoira, Rouaulta, Kandinského, Bonnarda nebo Jawlenského.
V roce 1951 se stala naturalizovanou občankou Spojených států. Roku 1953 si koupila byt na Manhattanu v New Yorku, kde žila až do své smrti. V roce 1984 úspěšně překonala rakovinu prsu, později měla potíže s ledvinami a musela pravidelně chodit na dialýzu. Zemřela v roce 1990 v New Yorku, urna s jejím popelem byla pochována na stockholmském hřbitově.

## Filmografie (výběr)
- 1922 Tulák Petr (v originále Luffar Petter), (režie Erik A. Petschler)
- 1924 Gösta Berling (režie Mauritz Stiller)
- 1925 Ulička, kde není radosti (v originále Die freudlose Gasse), (režie Georg Wilhelm Pabst)
- 1926 Moderní Carmen (v originále Torrent), (režie Monta Bell)
- 1926 Žena upír (v originále The Temptress), (režie Mauritz Stiller a Fred Niblo)
- 1926 Tělo a ďábel (v originále Flesh and the Devil), (režie Clarence Brown)
- 1927 Anna Kareninová (v originále Love), (režie Edmund Goulding a John Gilbert)
- 1928 Božská žena (v originále The Divine Woman), (režie Victor Sjöström)
- 1928 Dáma z lože č. 13 (v originále The Mysterious Lady), (režie Fred Niblo)
- 1928 Žena bez studu (v originále A Woman of Affairs), (režie Clarence Brown)
- 1929 Divoké orchideje (v originále Wild Orchids), (režie Sidney Franklin)
- 1929 Rozpoutaná vášeň (v originále The Single Standard), (režie John S. Robertson)
- 1929 Polibek (v originále The Kiss), (režie Jacques Feyder)
- 1930 Anna Christie (režie Clarence Brown)
- 1930 Romance (režie Clarence Brown)
- 1931 Inspirace (v originále Inspiration), (režie Clarence Brown)
- 1931 Zuzana Lenoxová (v originále Susan Lenox), (režie Robert Z. Leonard)
- 1931 Mata Hari (režie George Fitzmaurice)
- 1932 Lidé v hotelu (v originále Grand Hotel), (režie Edmund Goulding)
- 1932 Jakou mě chceš mít (v originále As You Desire Me), (režie George Fitzmaurice)
- 1933 Královna Kristýna (v originále Queen Christina), (režie Rouben Mamoulian)
- 1934 Pestrý závoj (v originále The Painted Veil), (režie Richard Boleslawski)
- 1935 Anna Karenina (režie Clarence Brown)
- 1936 Dáma s kaméliemi (v originále Camille), (režie George Cukor)
- 1937 Hraběnka Walewská (v originále Conquest), (režie Clarence Brown a Gustav Machatý)
- 1939 Ninočka (v originále Ninotchka), (režie Ernst Lubitsch)
- 1941 Žena dvou tváří (v originále Two-Faced Woman), (režie George Cukor)

## Galerie

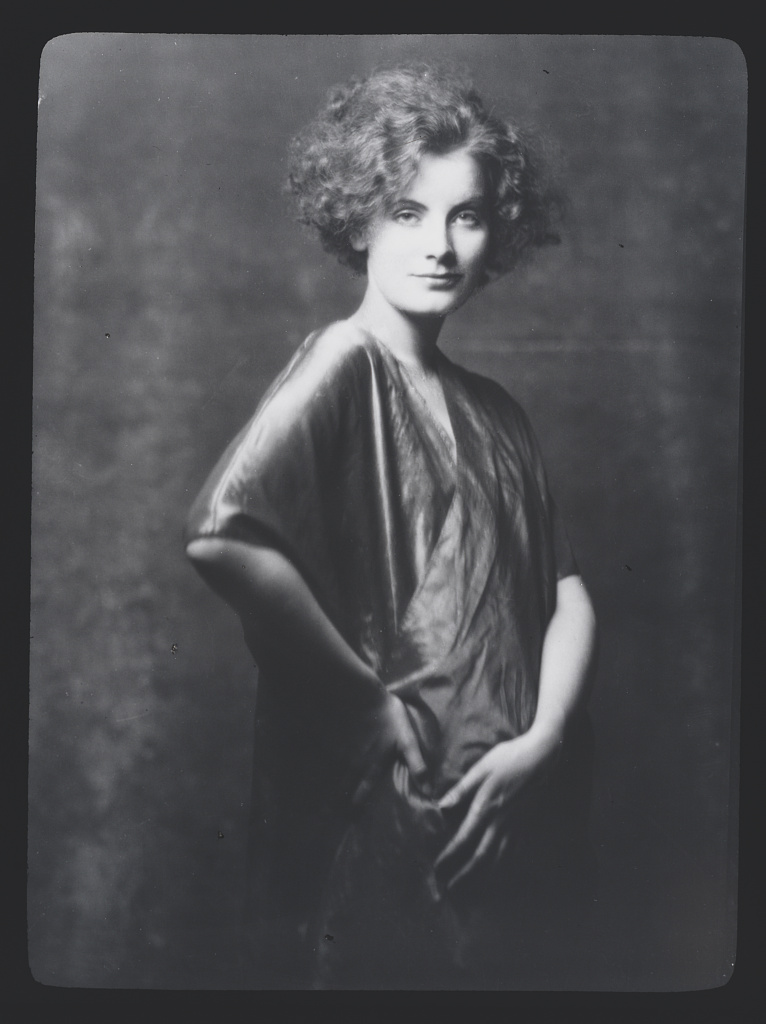
Arnold Genthe: Greta Garbo
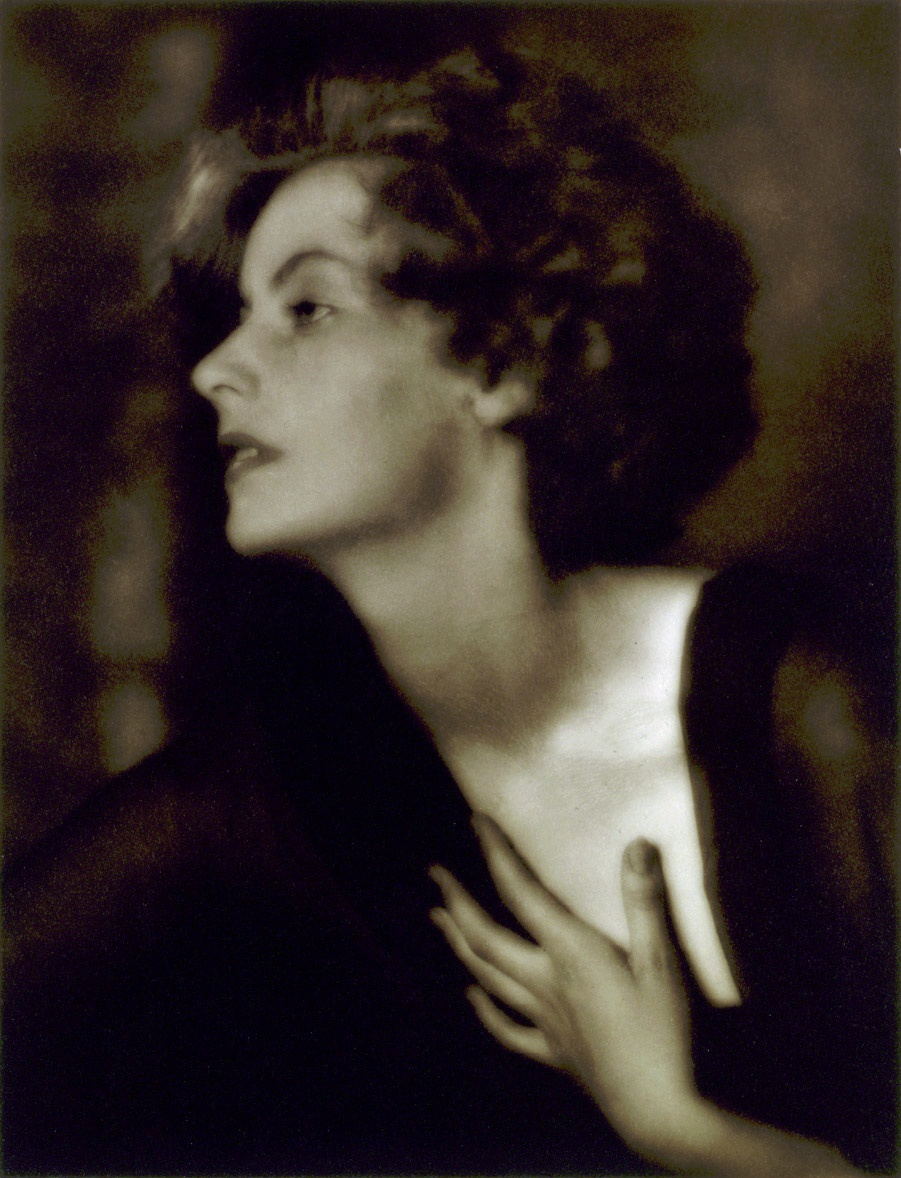
Arnold Genthe: Greta Garbo
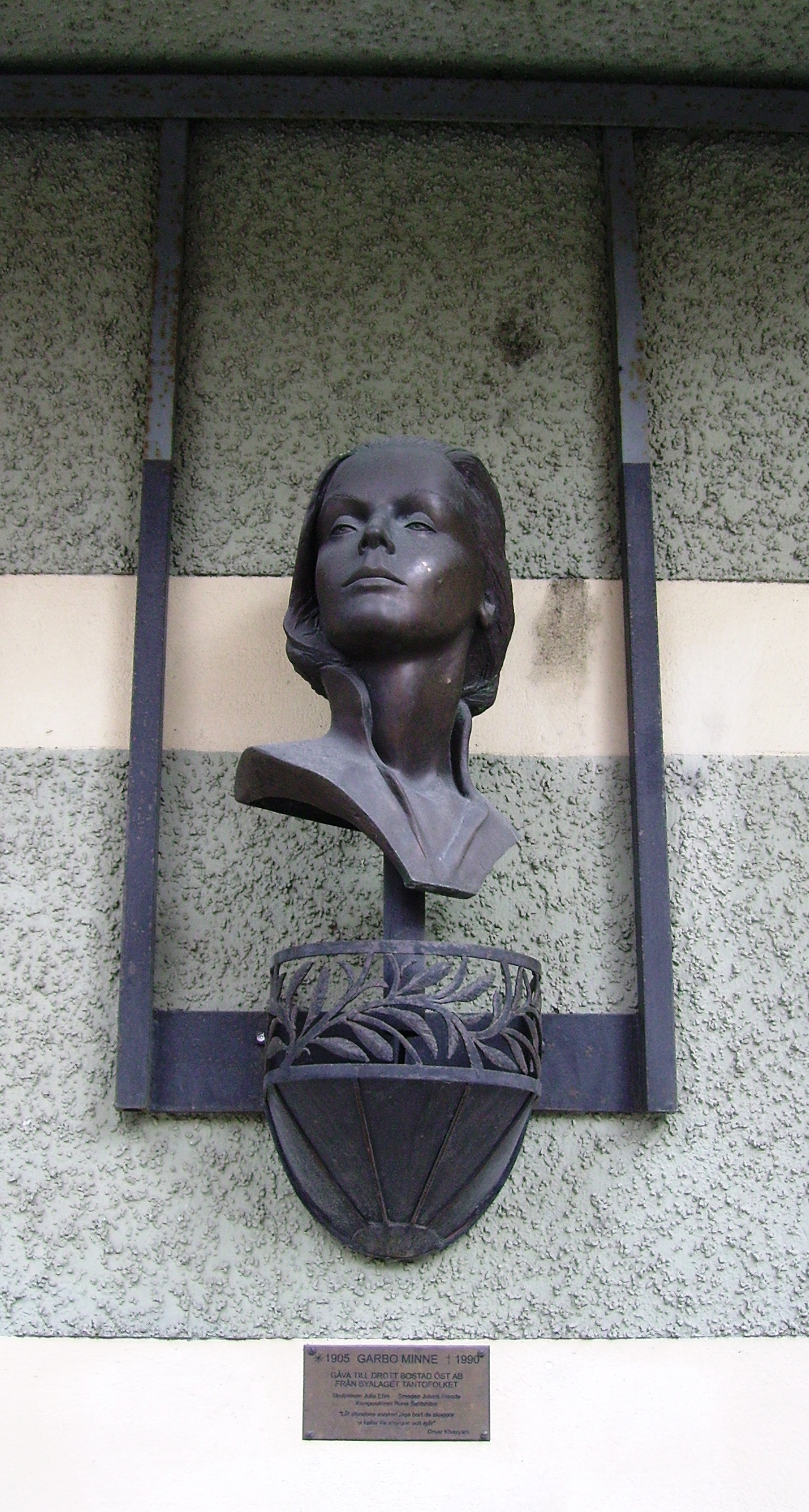
Busta na rodném domě, Södermalm